# Arlet (Haute-Loire)

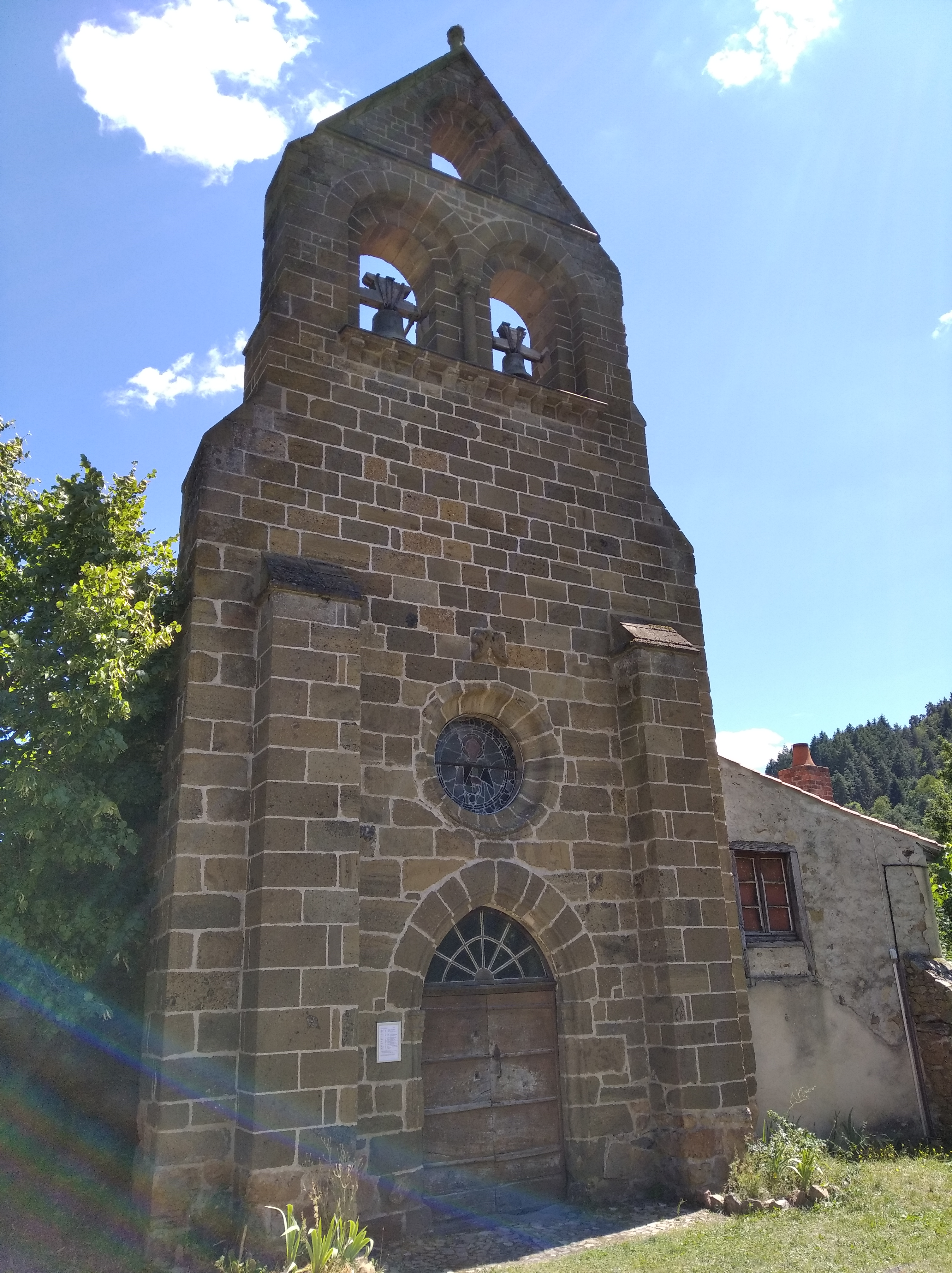
Kirche Saint-Pierre

Arlet ist eine französische Gemeinde im Département Haute-Loire in der Verwaltungsregion Auvergne-Rhône-Alpes. Sie gehört zum Kanton Pays de Lafayette und zum Arrondissement Brioude.

## Lage
Der Ort legt am Fluss Cronce. Arlet ist umgeben von den Nachbargemeinden Saint-Austremoine im Nordwesten, Saint-Cirgues im Norden, Aubazat im Nordosten, Langeac im Südosten, Ferrussac im Süden und Cronce im Südwesten.

## Bevölkerungsentwicklung
| Jahr                       | 1962 | 1968 | 1975 | 1982 | 1990 | 1999 | 2008 | 2017 |
| -------------------------- | ---- | ---- | ---- | ---- | ---- | ---- | ---- | ---- |
| Einwohner                  | 56   | 52   | 31   | 28   | 25   | 20   | 22   | 24   |
| Quellen: Cassini und INSEE |      |      |      |      |      |      |      |      |